# 那鴻書
《那鴻書》或譯《納鴻》（希伯來語：ספר נחום），是希伯来圣经中小先知书的第七本，一般被承认为聖經全书的第34本書。本书开头称作者为那鴻，主要内容为关于亚述帝国首都尼尼微的预言。那鸿大约在公元前632年之前在犹大王國完成本书。體現了耶和華對邪惡亞述之京城尼尼微的審判。

## 作者
那鴻生平不详，他的名字的意思是“安慰者”，他自稱是伊勒歌斯人，“伊勒歌斯”是指何處仍然是不为人知的地方。关于这个地点，有三種不同的傳説：
- 一説是指在尼尼微的北邊，該地有“那鴻之墓” 。
- 一説是在耶路撒冷之南，有一鄉村名叫伊勒歌斯。
- 一説是加利利的迦百農，因迦百農之名意為“那鴻之村”這三種傳説均無法有一明確的證據，只作為參考之用。但先知是猶太人則是眾所公認的。

## 特点
- 那鴻書的預言篇幅雖短，內容卻引人入勝。這本書的風格别樹一幟，內容簡潔，叙述有力，描寫細膩，感情豐富，富於戲劇性，用辭莊重得體，比喻清晰，措辭生動有力。
- 首章的大部分看來是用詩歌的離合體寫成。（那鸿书1:8）那鴻書的主題顯明劃一，使其風格更見突出。預言者對以色列詭詐的仇敵表示强烈的憎厭。他確信尼尼微必遭毁滅。

尼尼微在新亞述帝国覆灭后逐渐衰败直至不为人知，曾有考证学者质疑尼尼微的存在，进而质疑那鴻書。十九世紀的考古學家發現尼尼微的遺址，证实了部分那鴻書的描述。

## 内容
1. 尼尼微城傾覆的預告（1章1至15節）。
2. 尼尼微城傾覆景況（2章1至13節），尼尼微城傾覆的原因（3章1至19節）。

## 犹太教观点
猶太教接受那鴻書是聖經的一部分。

## 基督新教觀點
新教认为那鴻書的預言可以説明聖經的若干基本原則。
那鴻書宣布耶和華必向祂的敵人“施報”，即相信聖經的人應當堅信上帝會在適當時候對所有惡人施行報應。
那鴻宣告「雅各的榮華及以色列的榮華」必得以復興。

## 参看
- 小先知书
- 尼尼微

## 外部鏈接
- 那鴻書 （页面存档备份，存于）
- 那鸿书 （页面存档备份，存于）
- 基督教文藝出版社藏書 （页面存档备份，存于） 香港浸會大學圖書館 華人基督教文獻保存計劃
- 思高聖經學會藏書 （页面存档备份，存于） 香港浸會大學圖書館 華人基督教文獻保存計劃
- Unique Pictures Of Nahum Tomb By Kobi Arami （页面存档备份，存于）
- Jewish translations:
  - Nachum – Nahum (Judaica Press) translation [with Rashi's commentary] at Chabad.org
- Christian translations:
  - Online Bible at GospelHall.org （页面存档备份，存于） (ESV, KJV, Darby, American Standard Version, Bible in Basic English)
  - BibleGateway （页面存档备份，存于）
  - Nahum – King James Version
- LibriVox中的公有领域有声书《Nahum》 Various versions

評述
- Chisholm, Hugh (编). .  (第11版). London: Cambridge University Press. 1911. This article also contains a section on the Book of Nahum.